# تپه قلاگوری فتاح بگ
تپه قلا گوری فتاح بگ مربوط به دوره ساسانیان - اوایل دوران‌های تاریخی پس از اسلام است و در شهرستان قصر شیرین، بخش مرکزی، دهستان فتح آّباد، ۲۰۰ متری جنوب غربی روستای فتاح بگ و در جاده قدیم انگلیس در پایه کوه قراویز واقع شده و این اثر در تاریخ ۲۸ اسفند ۱۳۸۵ با شمارهٔ ثبت ۱۸۷۱۲ به‌عنوان یکی از آثار ملی ایران به ثبت رسیده است.